# Зигфрид I (архиепископ Майнца)
Зигфрид I фон Эпштейн (нем. Siegfried von Eppstein; умер 16 февраля 1084) — архиепископ Майнца (1059—1084).

## Биография
Несмотря на посредственный ум, жадность и корыстолюбие, Зигфрид быстро достиг сана архиепископа (1059 год). В 1065 году предпринял паломничество в Палестину; в следующем году заключил союз со своим прежним врагом, архиепископом Кёльна Анно II, чтобы на сейме в Трибуре свергнуть Адальберта Бременского; дал обещание императору Генриху IV за десятину с тюрингенских церквей, расторгнуть его брак с Бертой, чему воспротивился папа; по обвинению в симонии должен был отправиться в Рим и там очистить себя церковным покаянием.
Зигфрид I председательствовал на Вормсском соборе, который низложил Григория VII, но потом изменил Генриху IV и получил от папы римского прощение. В 1077 году помазал в Майнце антикороля Рудольфа Швабского, об избрании которого особенно хлопотал; в 1078 году был взят в плен в битве при Мелльрихштадте, пробыл в заключении до 1081 года. В том же году короновал второго антикороля, Германа Зальмского.
Архиепископ Зигфрид I скончался 16 февраля 1084 года. Его похоронили в бенедиктинском аббатстве Хасунген. Новым главой Майнцской архиепархии стал Везило.